# M56土狼式渦輪發煙車

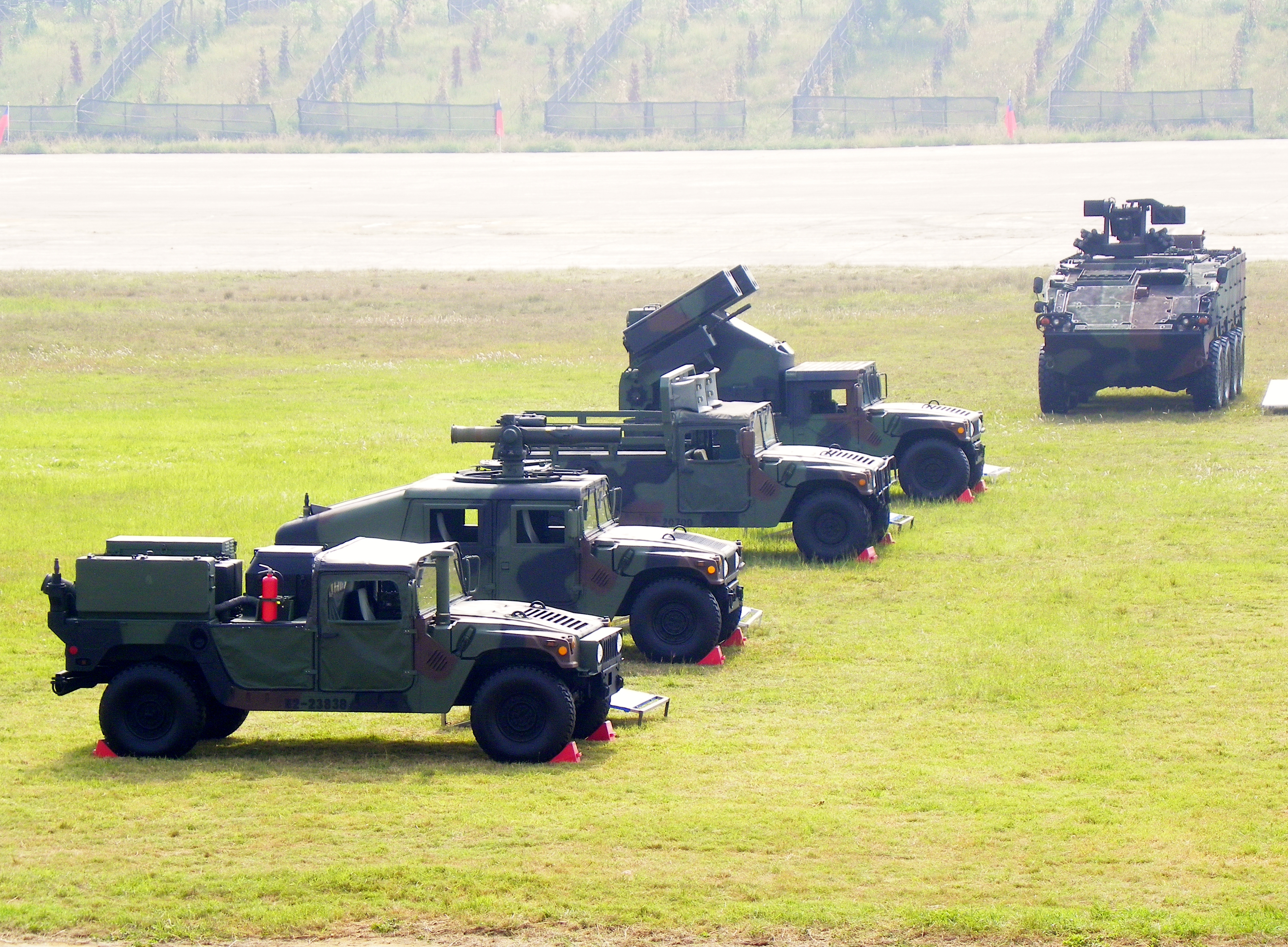
最前端為中華民國陸軍的M56土狼式渦輪發煙車

M56土狼式渦輪發煙車(M56 Coyote Smoke Generator)，是一套安置在M1113悍馬車上的野戰煙幕施放系統。

## 歷史
- 1994年，由Robotic Systems Technology研發。
- 1995年，得到美軍生產合約。
- 1996年，通過認證測試。
- 1997年，先行撥交8輛M56給美軍化學兵學校。
- 1998年，撥交18輛給美軍82空降師。

## 性能
M56以悍馬車為底盤，機動力頗高。人員可在車內操作整套機械發煙系統，裝置於車輛後段，以一具渦輪發動機運轉產生高溫（500度）霧化煙霧油與石墨粉的方式，產生煙幕。煙幕能對光電磁波產生吸收，反射，散射的作用，進而妨礙紅外線，雷射，雷達等導引武器的效果，使敵攻擊產生誤差。因為高溫，車後60公尺也嚴格禁止設置可燃物
- 煙霧油產生白色煙霧，是針對0.40um至0.75um波長的可見光煙霧，一次可發煙100分鐘。
- 石墨粉產生黑色煙霧，是針對0.75um至14um波長的紅外線遮蔽煙霧，一次可發煙30分鐘（兩者的發煙口是不同的）。

## 諸元
- 戰鬥重量: 全載1455公斤。
- 石墨噴量: 每分鐘0.45至4.5公斤。
- 霧油噴量: 每分鐘0.25加侖至1加侖。
- 油箱容量: 124加侖(470公升)。
- 石墨容量: 163公斤。
- 電流強度: 最大400安培。
- 操作溫度: 負32度至49度。

## 使用國家
- 美国
- 中華民國於2004年採購了一批M56，配置在陸軍化學兵群，之後漢光演習的機場防護演習常派出作發煙展示。